# 재클린 스미스
재클린 스미스(Jaclyn Smith, 1945년 10월 26일 ~ )는 미국의 배우이다.